# Lisa Vitting
Lisa Vitting (Moers, Alemania, 9 de julio de 1991) es una nadadora alemana especializada en pruebas de estilo libre, donde consiguió ser medallista de bronce mundial en 2011 en los 4 x 100 metros.

## Carrera deportiva
En el Campeonato Mundial de Natación de 2011 celebrado en Shanghái ganó la medalla de bronce en los relevos de 4 x 100 metros estilo libre, con un tiempo de 3:36.05 segundos, tras Países Bajos (oro con 3:33.96 segundos) y Estados Unidos (plata con 3:34.47 segundos).